# Schloss Regensberg
Das Schloss Regensberg steht in Regensberg im Kanton Zürich auf dem östlichen Lägernkamm, einem Ausläufer des Schweizer Juras.

## Geschichte

### Mittelalter
Vermutlich um 1040 baute Freiherr Lütold von Affoltern auf einem Moränenhügel in der Nähe von Regensdorf die Altburg, an der heutigen Grenze zwischen der Stadt Zürich und Regensdorf, unweit des Katzensees. Seine Nachkommen nannten sich später Freiherren von Regensberg. Die Regensberger erleben ihre Blütezeit Anfang des 13. Jahrhunderts in der Nordostschweiz, im damaligen Zürichgau. Sie festigten ihre Machtposition durch intensiven Burgenbau, Stadtgründungen und Stiftung der Klöster Fahr und Rüti.

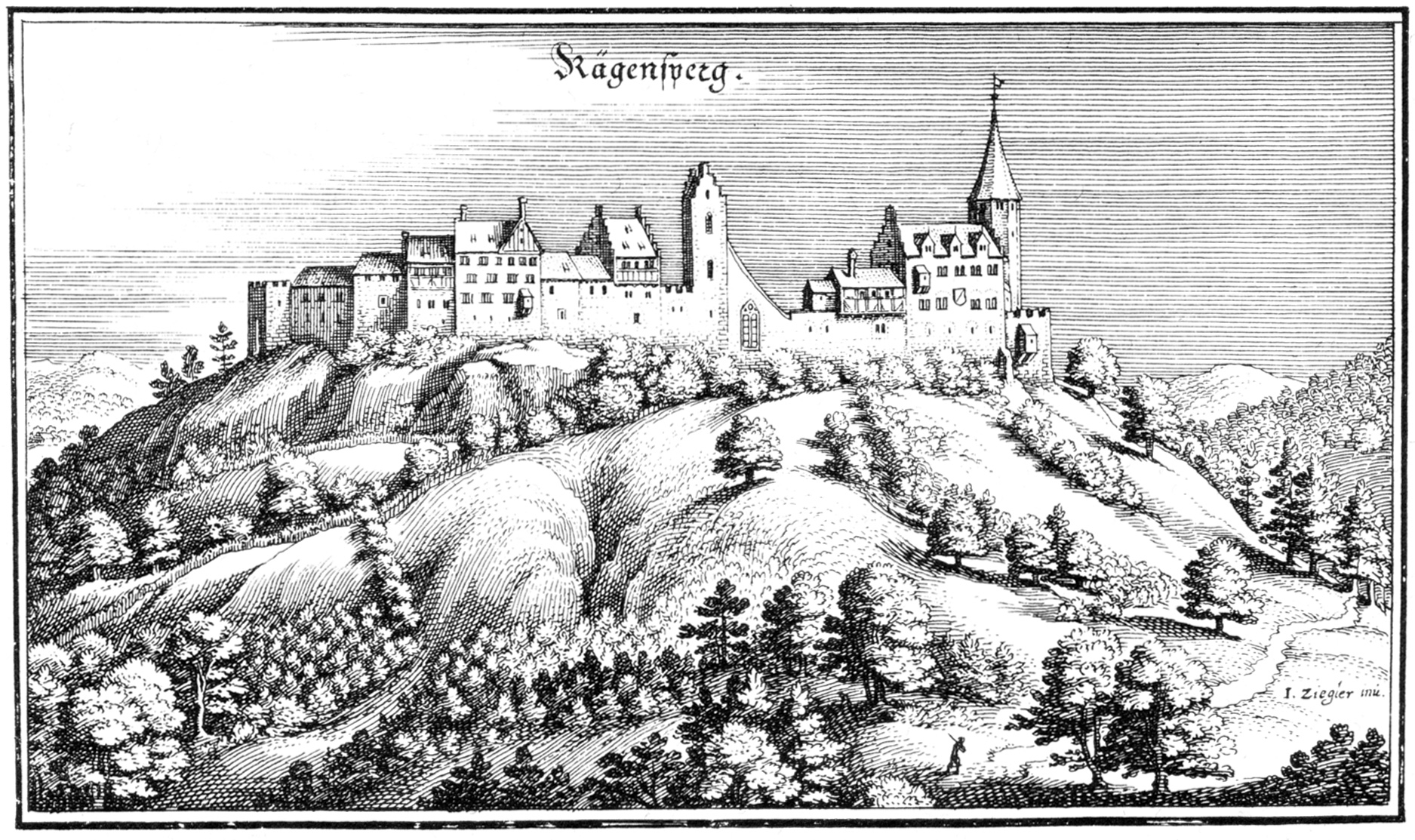
Stadt und Schloss Regensberg auf einem Stich von Matthäus Merian (1654)

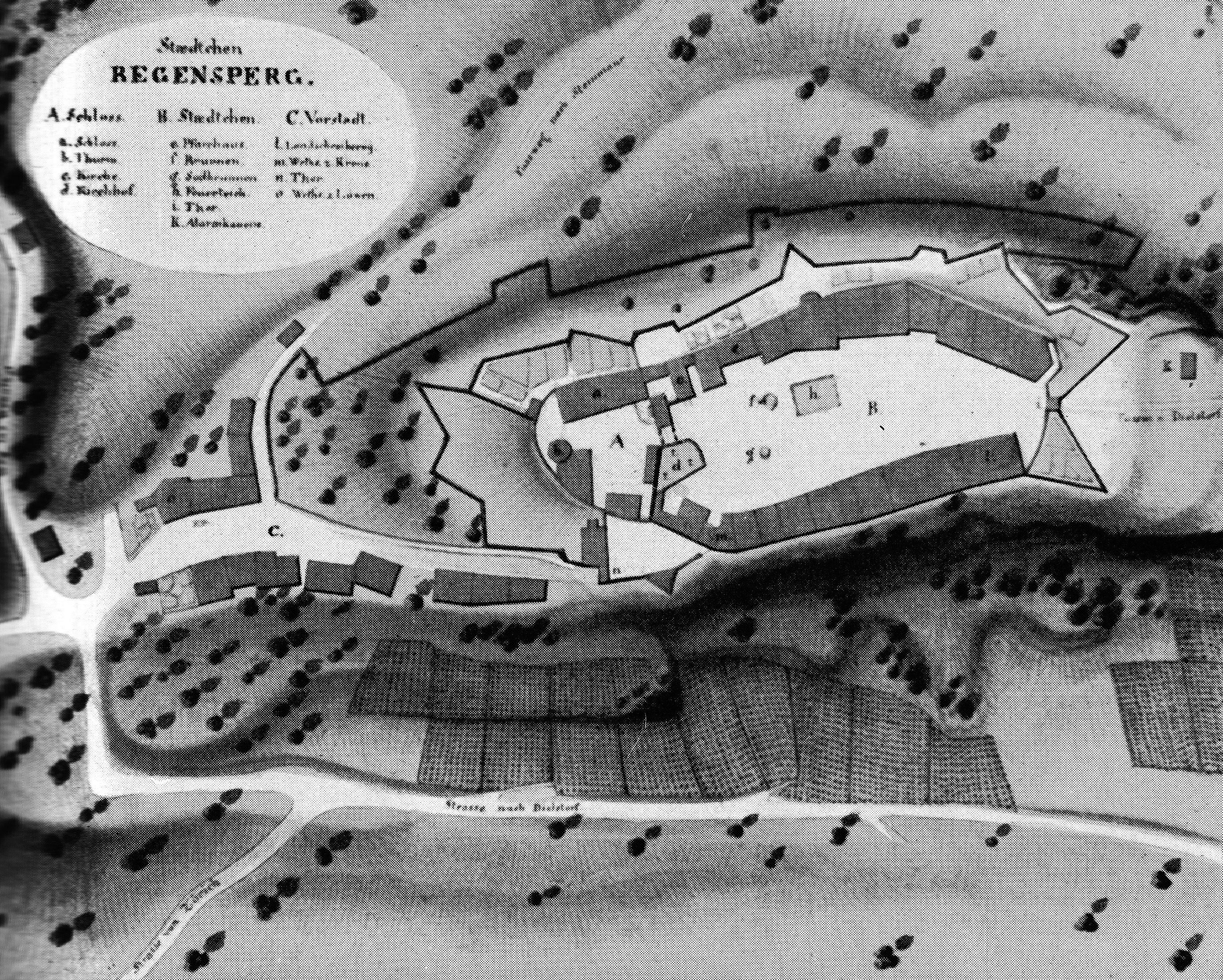
Neuzeitliche Schanzen im 17. Jahrhundert

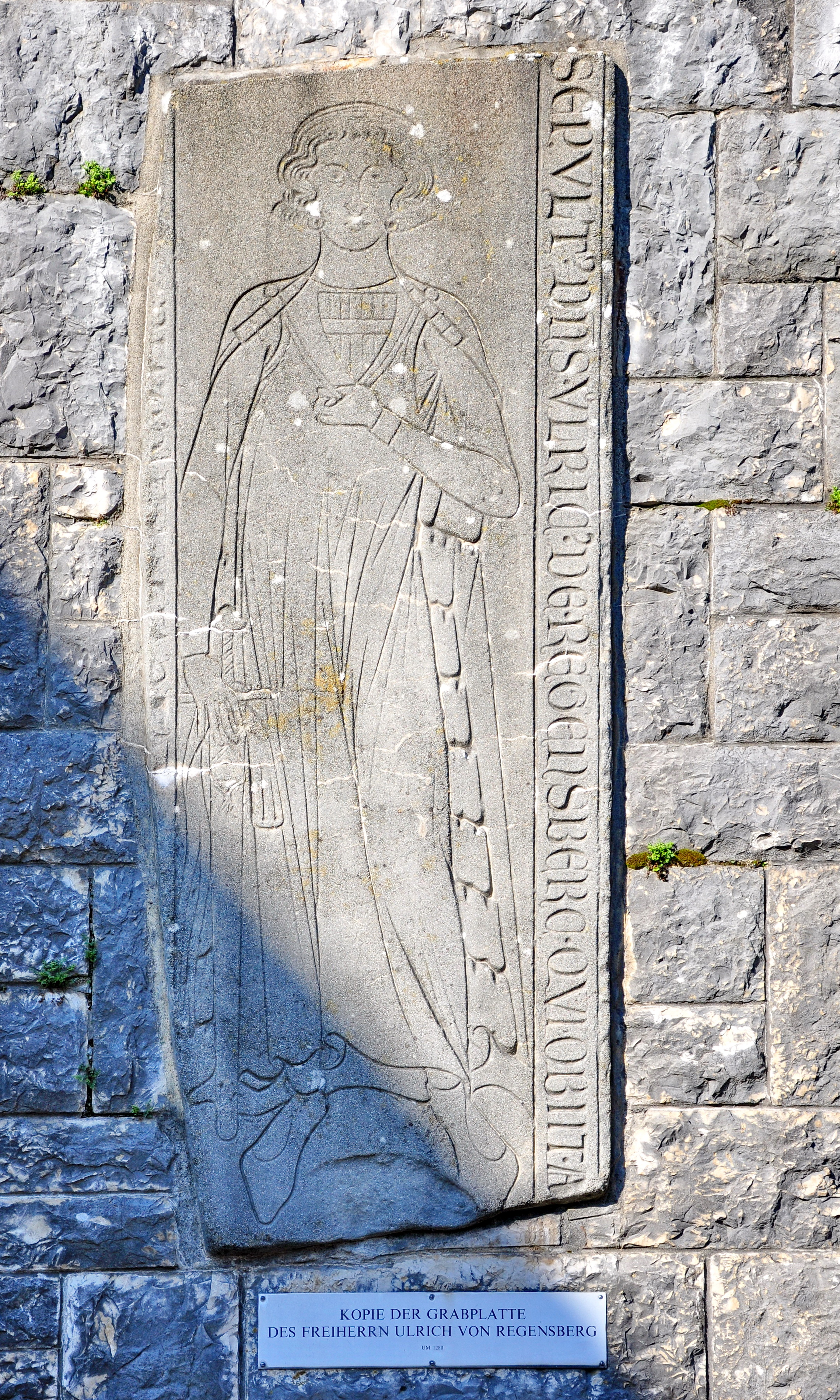
Grabplatte des Freiherrn Ulrich von Regensberg († 1280)

Nicht zweifelsfrei geklärt ist, ob Lütold V. oder sein Sohn Ulrich um 1240/45 das Städtchen Neu-Regensberg, heute Regensberg, gegründet hat. Fest steht, dass nach dem Tod von Lütold V. (um 1250) seine beiden Söhne, Lütold VI. und Ulrich von Regensberg, das Erbe teilten. Ulrich sicherte sich unter anderem den Stammsitz Neu-Regensberg. In seine Zeit fällt die nur bruchstückhaft überlieferte Regensberger Fehde von 1267/68, die mit dem wirtschaftlichen Niedergang der Regensberger und dem Verkauf der Besitzungen an Habsburger Lehnsherren endete. Ulrich von Regensberg starb um 1280 und wurde im Barfüsserkloster bestattet. Seine sehr gut erhaltene Grabplatte, mit der Abbildung einer idealisierten Rittergestalt, ist im Schweizerischen Landesmuseum zu besichtigen, eine Nachbildung ist beim Brunnen zum Eingang des Städtchens Regensberg. Ulrichs Sohn Lütold VIII. musste im Jahr 1302 auch Neu-Regensberg an Habsburg-Österreich verkaufen, und die Regensberger zogen sich auf ihre alte Stammburg zurück.
Die Habsburger verpfändeten Burg und Städtchen mehrfach, bis sie 1409 durch die Stadt Zürich erworben und ab 1417 zum Sitz des Landvogts der Landvogtei Regensberg («Äussere Vogtei») der Stadt Zürich wurde. Pfingsten 1443 wurde Regensberg im Alten Zürichkrieg (1436–50) durch die Eidgenossen erobert, aber nicht zerstört. Einziges bekanntes Opfer soll der Vogt von Regensberg gewesen sein, wie auch der Landvogt von Grüningen einige Monate später. Zürich besetzte Regensberg bereits 1444 wieder mit Truppen.

### Frühe Neuzeit bis heute
1540 wurde das Städtchen durch einen Grossbrand zerstört, nur die Burg blieb weitgehend verschont. Der Palas wurde 1583/85 abgebrochen und durch einen Neubau ersetzt. Ab 1689 umgab eine 'neuzeitliche' Befestigungsanlage mit Schanzen Burg und Altstadt.
Im Frühjahr 1798 marschierten französische Revolutionstruppen in die Alte Eidgenossenschaft ein. Am 13. März 1798 dankte der zürcherische Rat ab: Die Landvogteien wurden aufgehoben. Mit der «Helvetischen Revolution» verliess der letzte Landvogt seinen Amtssitz im Schloss, und Regensberg wurde dem Distrikt Bülach angegliedert. Nach dem Ende der Helvetischen Republik wurde Regensberg im Jahr 1803 Bezirkshauptort, verlor aber diese Funktion 1871 an Dielsdorf, welches durch den Eisenbahnbau an Bedeutung gewonnen hatte.
Bis 1865 blieb das Schloss Behördensitz, und im Hauptgebäude befand sich das Bezirksgefängnis.
1883 wurde auf Initiative der Gemeinnützigen Gesellschaft des Kantons Zürich die heutige «Förder-Stiftung für Kinder und Jugendliche der Stiftung Schloss Regensberg» gegründet.
Im Zürcher Unterland wurden ab 1935 drei gestaffelte Verteidigungsgürtel als Teil des Verzögerungsraumes von nicht in den Aktivdienst eingerückten Unterländern gebaut. Zum dritten Gürtel auf der Höhe Stadlerberg–Bülach und östlich davon gehörten die Sperrstelle Stadel mit schweren Geschützen und Panzersperren sowie das mittelalterliche Städtchen Regensberg mit Maschinengewehrstand innerhalb der erhaltenen historischen Schanze der Stadtmauer (südöstliche Hälfte des Hornwerkes des ehemaligen Dielsdorfer Tores).

## Anlage

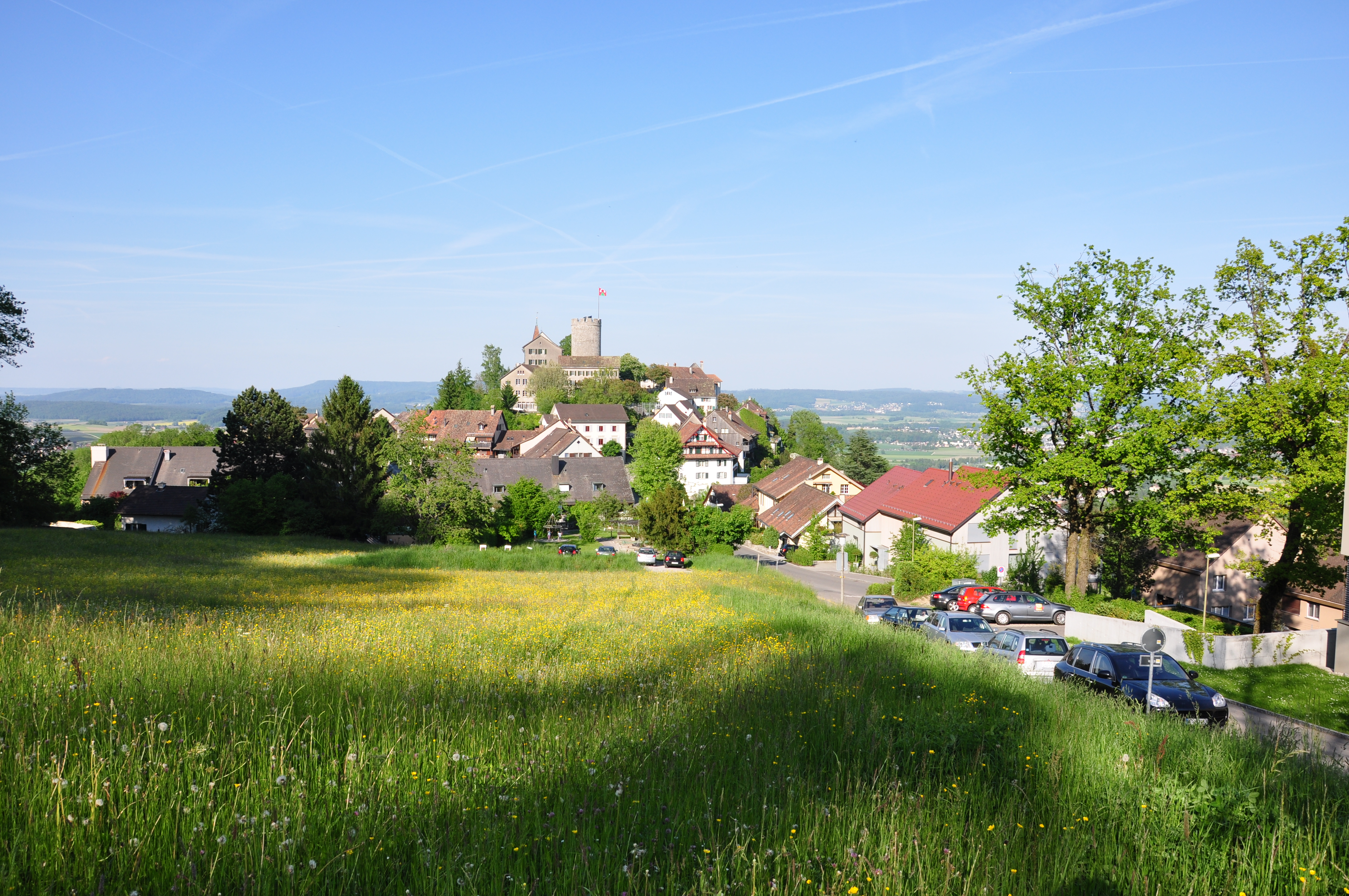
Ansicht von der Lägern auf das Städtchen

Regensberg wurde als Burg mit daran anschliessendem Städtchen konzipiert und nach damaligen Kriterien «modern» ausgebaut. In der sogenannten Oberburg umschlossen zwei Häuserzeilen den grosszügig angelegten Hauptplatz, auf dem der mit 57 Meter tiefste Sodbrunnen der Schweiz in den Kalkstein gehauen wurde. Ähnlichkeiten bei der Konzipierung und Planung des Burgstädtchens mit Grüningen, ebenfalls eine Gründung der Freiherren von Regensberg, sind nicht zu übersehen.
Die Unterburg (Unterstadt), die sich in der westlichen Senke an den Burghügel anschmiegt, wurde vermutlich erst im 14. Jahrhundert erbaut. Sie war von keinem Mauerring umgeben und wurde nicht in die Modernisierung (1689) der Befestigung von Oberburg und Landvogteisitz miteinbezogen.
Für die Nordostschweiz untypisch ist der aus lokalem Kalkstein erbaute runde, fünfstöckige Bergfried mit einer Mauerdicke von drei Metern. Der neun Meter durchmessende Turm hatte anstelle des heutigen ebenerdigen Eingangs ursprünglich einen Hocheingang und ein Spitzhelmdach, das 1766 durch Blitzschlag zerstört wurde.
Vermutlich hat Lütold V. mit dieser Bauform auf seine Gattin Berta von Neuenburg Rücksicht genommen, in deren Westschweizer Heimat Rundtürme damals verbreitet waren.
An den Rundturm nördlich anschliessend war ein Palas, der den verheerenden Brand von 1540 weitgehend überstanden hatte. 1583 und 1585 liess Landvogt Vogel den Palas bis auf die Grundmauern abreissen und an seiner Stelle ein dreistöckiges Gebäude errichten, das weitgehend dem heutigen nördlichen Schlosstrakt entspricht. Die gesamte Anlage war zusammen mit den Ökonomiebauten – Waschhaus, Stallungen, Garten, Kapelle – von einer Ringmauer umgeben, und ein Tor führte in die Oberstadt.
1890 wurde das Hauptgebäude verbreitert und in ein Schulhaus umgebaut. Im Westen entstanden neue Bauten, und das «untere Haus» wurde als Wohnräume und eine Korbereiwerkstatt umgenutzt.

## Galerie

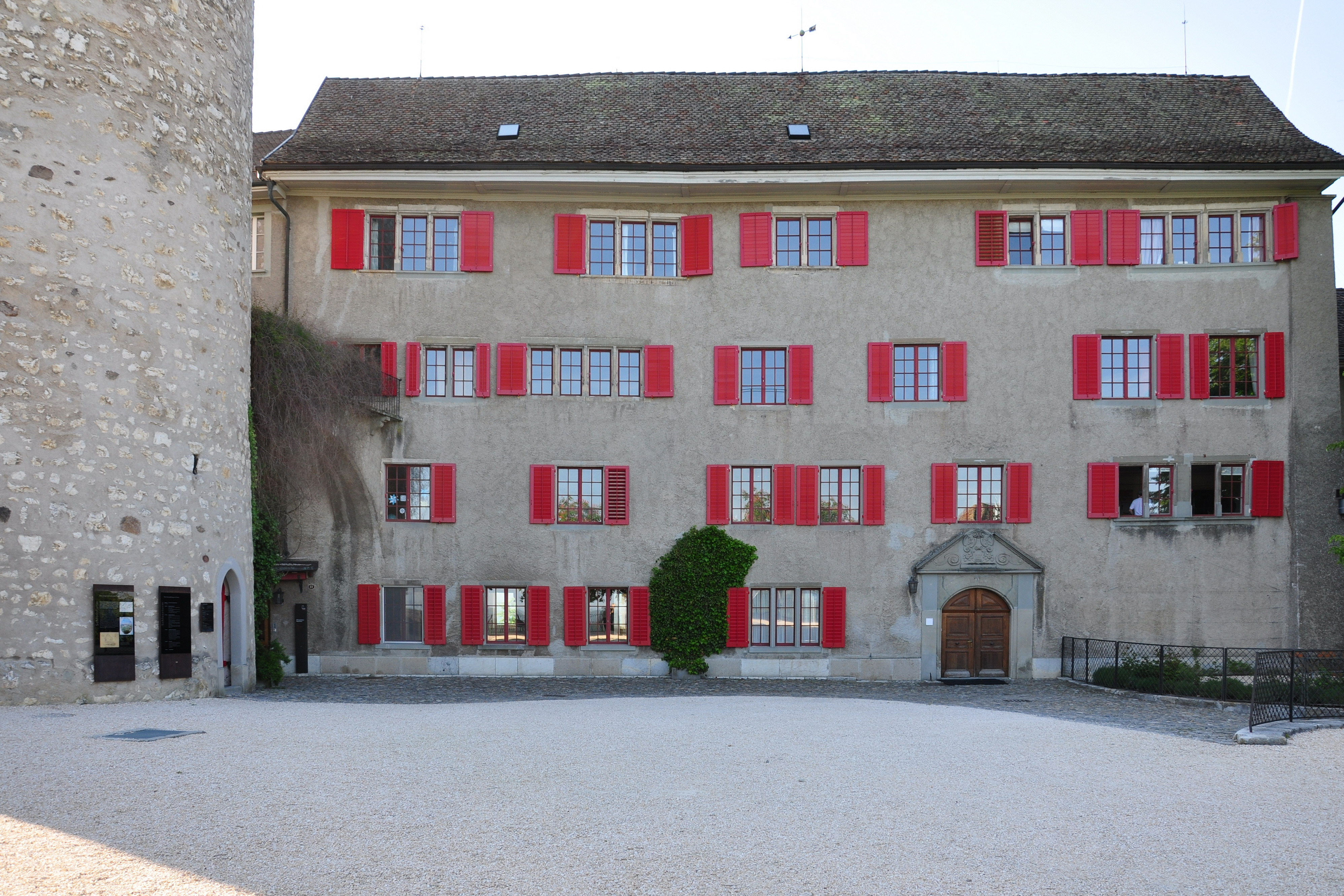
Palas, links der Rundturm
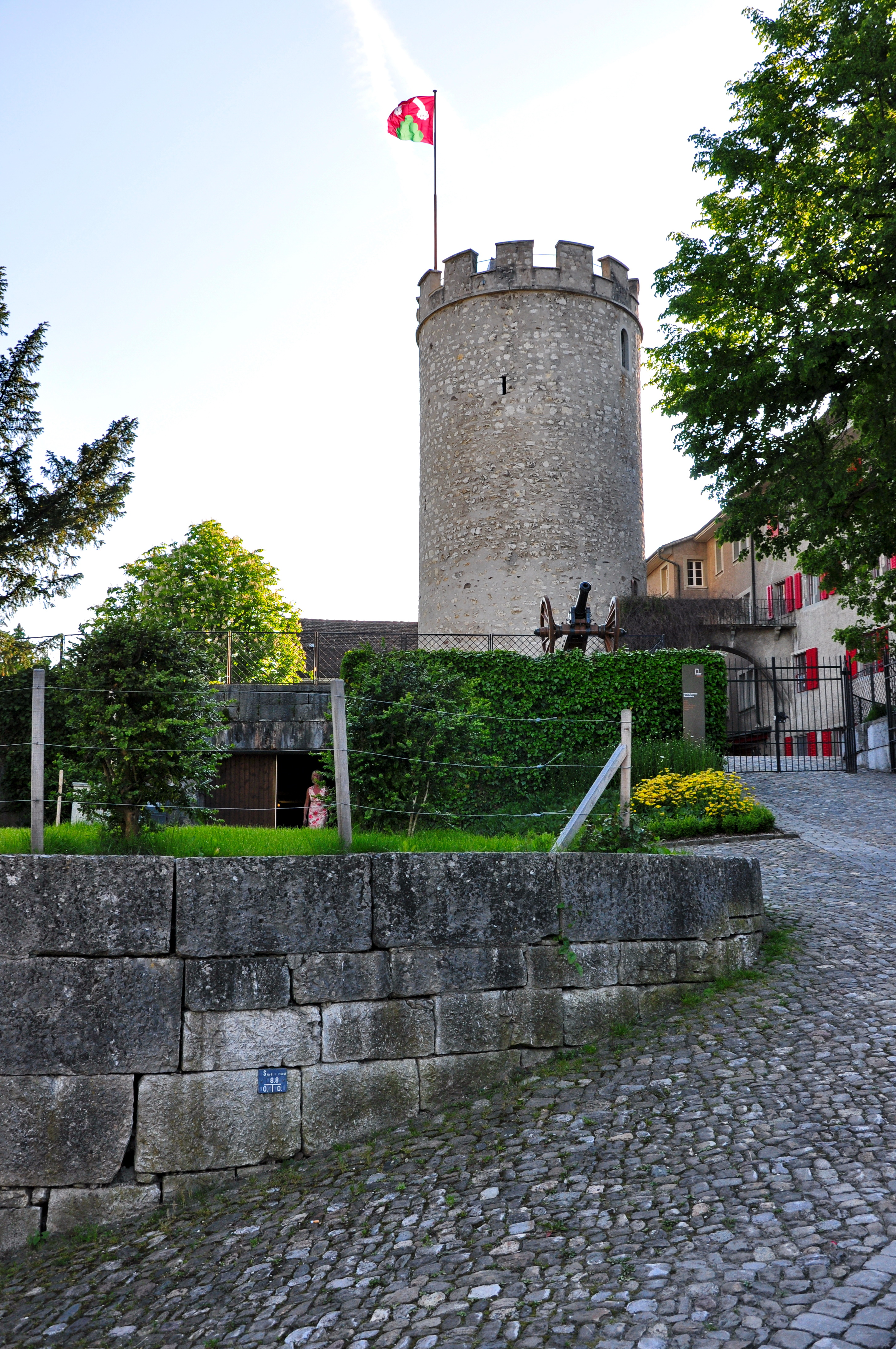
Rundturm
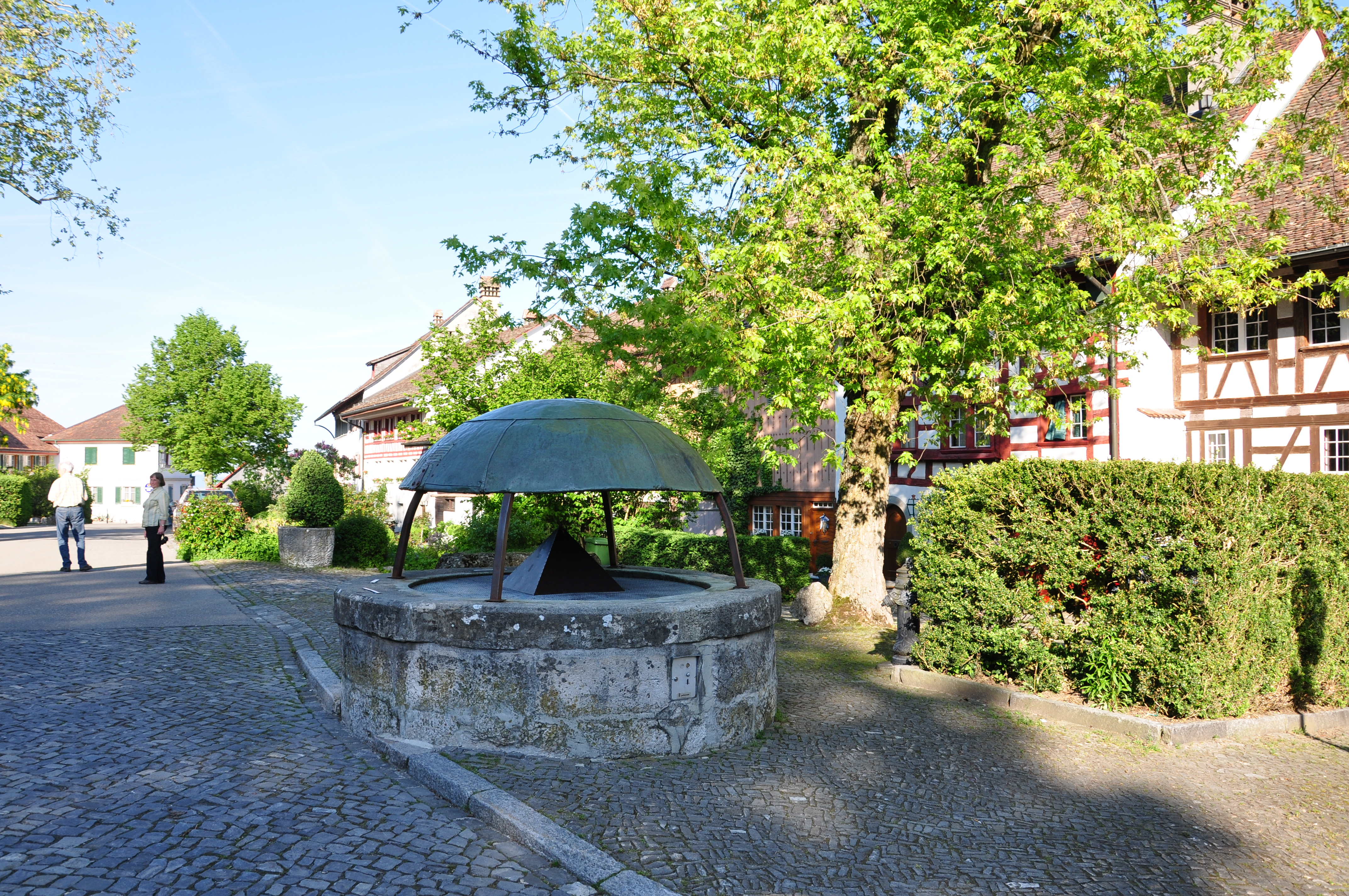
Sodbrunnen
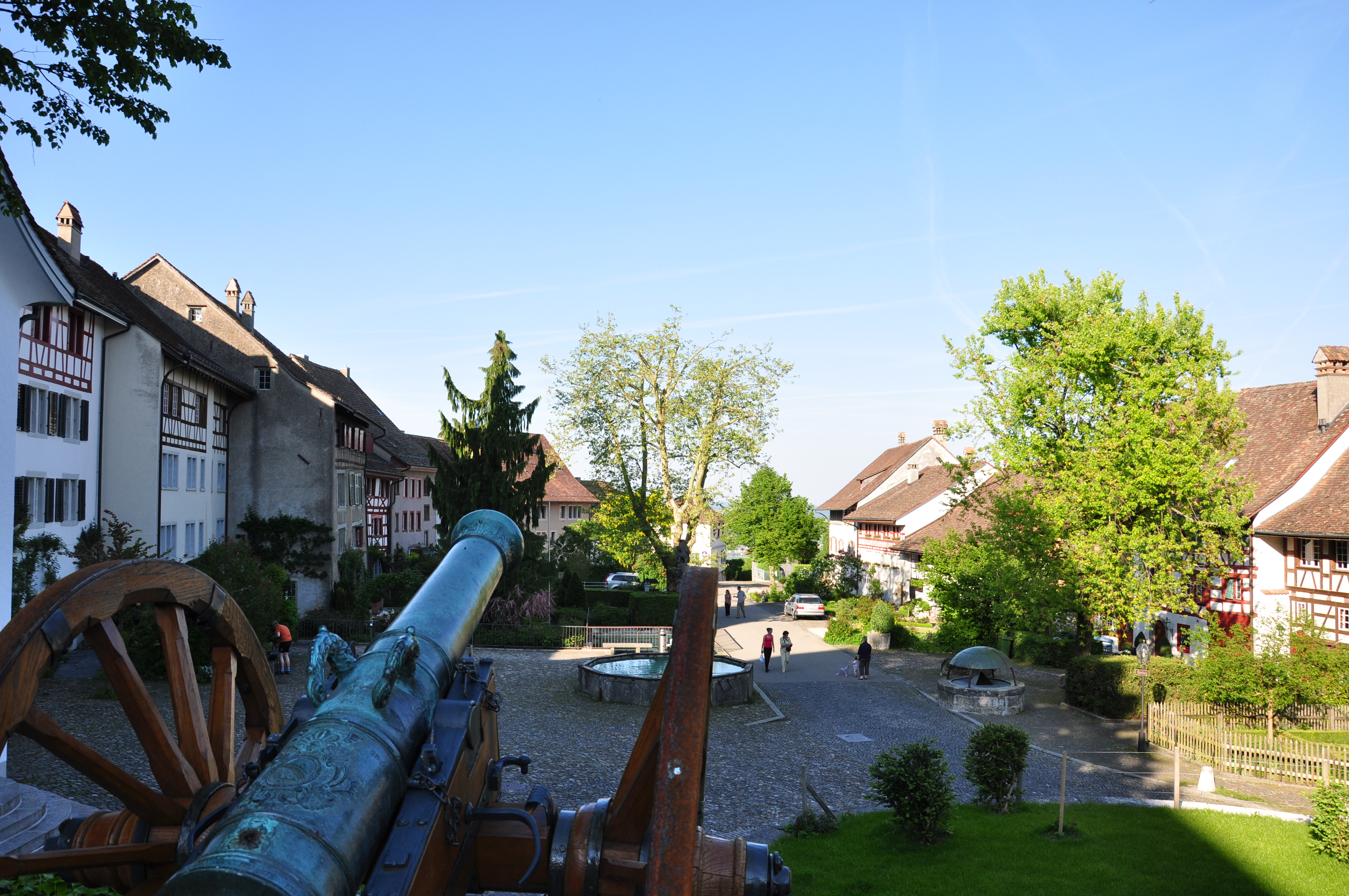
Oberburg
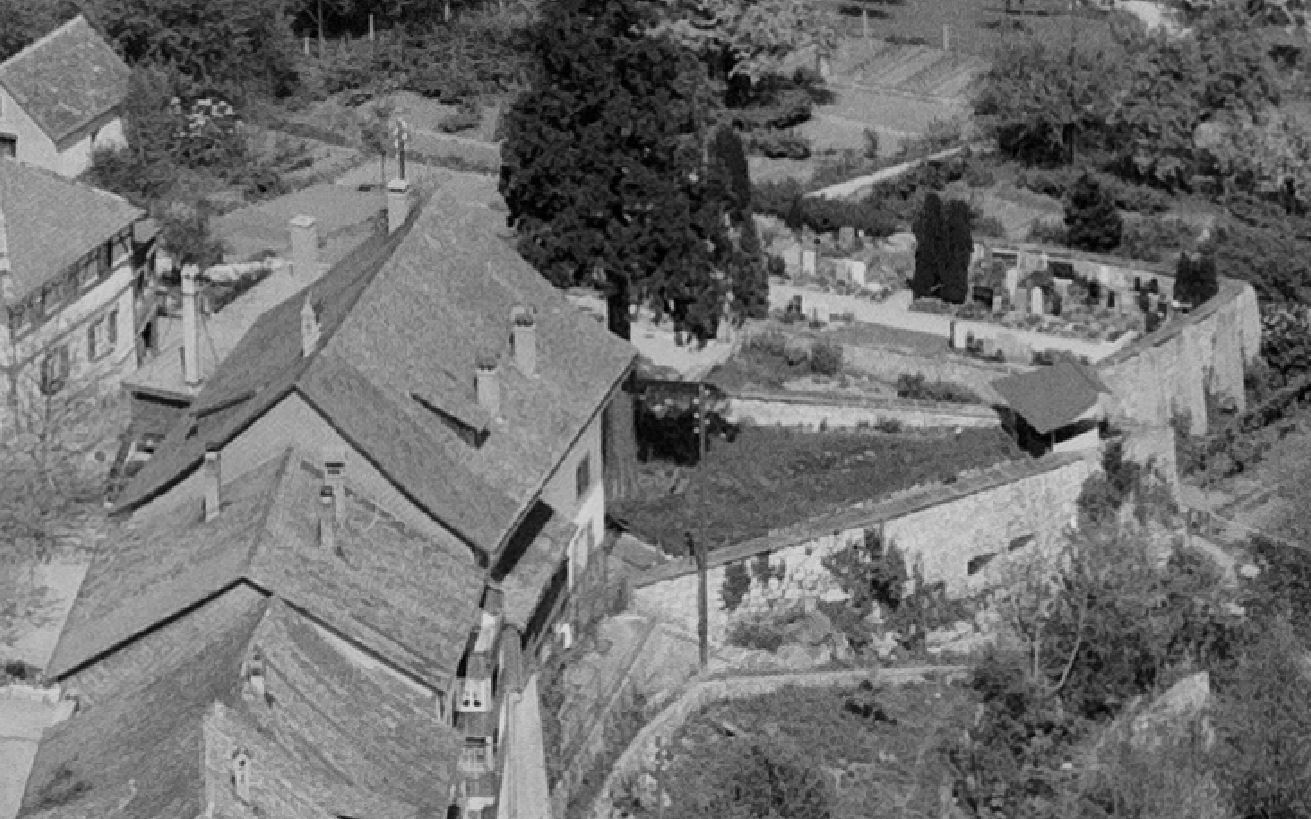
Schanze 17. Jahrhundert mit Scharten Mg-Bunker